# Magnum opus
Магнум опус, Magnum opus, або opus magna (від лат. magnum, — «великий», «значний», та opus — «діло», «діяння», «виріб», «зусилля») — «головний твір»; вислів, який, не перекладаючи, використовують для позначення головної книги чи художнього твору письменника, ученого, філософа чи богослова, митця та ін. 
Наприклад, магнум опус Леонардо да Вінчі — «Мона Ліза», магнум опус гурту «Led Zeppelin» — «Stairway to Heaven», а магнум опус Тараса Шевченка — «Кобзар». Термін також застосовують до літературних, художніх або музичних шедеврів, наприклад до Дев'ятої симфонії Людвіга ван Бетховена.
В алхімії вислів Magnum opus був назвою процесу отримання філософського каменю, а також досягнення просвітленої свідомості, злиття духу та матерії.
Часом магнум опус використовують взагалі на позначення головної справи життя людини в будь-якій сфері діяльності.